# 비티니아의 니코메데스 1세

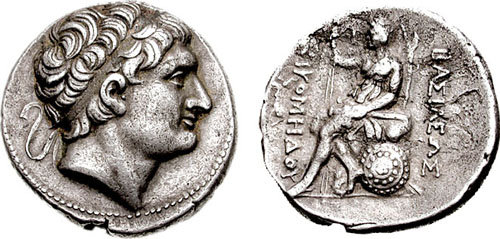

니코메데스 1세(Nικoμήδης; 기원전 300년 경 – 기원전 255년 경, 통치 기원전 278년 – 기원전 255년 경)는 비티니아의 제2대 왕이며, 지포이테스 1세의 아들로 기원전 278년에 왕위를 이어받았다.

## 생애
그는 형제들 중 둘을 죽이면서 통치를 시작하게 되었지만, 이후 지포이테스 2세라 불리는 세 번째 형제가 그를 상대로 반란을 일으켜 비티니아의 상당한 지역에 독립적인 주권을 가진 나라를 잠시 동안 유지해내는 데 성공한다. 한편 니코메데스는 과거 그의 아버지와도 전쟁을 했었던 셀레우코스 제국의 왕 안티오코스 1세 소테르의 침략 위협에 놓여있었고, 이 위험에 맞서기 위해 헤라클레아 폰티카와 동맹을 맺었고 그리고 얼마 안되어 안티고노스 2세 고나타스와도 동맹을 맺었다. 하지만 이 위험에 처한 공격은 약간의 피해만을 입고 넘어갔다. 안티오코스가 실제로 비티니아를 공격했지만 전투의 피해 없이 철수해버렸다.
외국의 적들보다 그의 형제에 더욱 맞섰던 니코메데스는 조금 더 강력한 보조병들의 도움을 끌여들여, 당시 보스포루스 해협 반대편에 도착하여 기원전 277년에 비잔티움에 포위를 하고 있던 레온노리우스와 루타리우스가 이끄는 켈트족들과 동맹을 맺었다. 그들이 갈라티아를 세우는 아시아에 건너올 방법을 마련해준 그는 지포이테스 2세를 상대로 처음 그의 보조병들을 사용하여, 그를 패배시키고 죽음에 이르게 하였고, 그리하여 그의 지배하에 비티니아 전역이 통합되었다.
이후의 사건들에 대해선 조금 밖에 알려지지 않다. 켈트족들이 이후에도 안티오코스에 맞서 니코메데스를 도왔을 것이지만 특별히 기록된 것은 없으며, 전쟁이나 평화 둘 중 하나가 끝났을 것이다. 니코메데스가 비티니아의 비분쟁 지역에 한정된 것으로 나타났고, 그곳을 그때부터 죽을때까지 계속해서 통치했고 그의 길고 평화로운 통치 기간에 힘과 번영이 고도로 성장하였다.
그의 아버지와 아시아의 많은 그리스 통치자들을 모방하여, 그는 그가 택한 메가라의 식민지의 아스타코스가 바로 인접한 곳에 새로운 수도를 건립함으로써 그의 이름을 영속하기로 결정했고 매우 신중하게 선정된 니코메디아는 6세기 이상을 아나톨리아에서 가장 부유하고 번성한 도시 중 하나로서의 명성을 이어갔다. 니코메디아 설립은 에우세비우스에 의해 기원전 264년으로 본다.
이 사건 이후의 니코메데스의 통치 기간은 알려져있지 않고 그의 죽음 기원전 255년 쯤으로 본다. 그는 두 차례 혼인을 했는데, 첫 번째 부인은 프리기아 출신의 디티젤레 (Ditizele)로 그와 사이에서 두 아들 프루시아스, 지아엘라스와 딸 리산드라를 가졌고, 두 번째 부인 에타제타는 첫 번째 혼인에서 태어난 아이들을 떼어두고 그녀의 자녀들이 왕위에 오르도록 그를 설득했다.
후자의 자녀는 그가 사망할 당시에 여전히 유아 상태였기에, 그는 유언을 통해 두 명의 왕 안티고노스 2세 고나타스, 프톨레마이오스 2세 필라델포스와 헤라클레아 폰티카, 비잔티움, 키오스 등의 자유 도시들과 함께 그들의 보호를 위탁하였다. 하지만 이 예방 조치에도 불구하고 그의 아들 지아엘라스는 신속히 왕위에 올랐다. 프락시텔레스에 의해 만들어진 크니도스의 유명한 아프로디테상을 구입하고 싶어하던 니코메데스는 크니도스 도시의 전체 공채를 보내주겠다고 제안했다고 한다.

## 참고 문헌
- Chisholm, Hugh, 편집. (1911). 〈Nicomedes I.〉. 《브리태니커 백과사전》 19 11판. 케임브리지 대학교 출판부. 664쪽.
- 윌리엄 스미스 (편집자); 그리스와 로마의 전기와 신화 사전, "Nicomedes I", 보스턴, (1867)